# Schriftreform
Eine Schriftreform ist ein meist staatlicher Eingriff in die Schreibgewohnheiten einer Sprachgemeinschaft, meist mit politischem Hintergrund. Jede Schriftreform bedeutet eine Irritation in der Sprachgemeinschaft. Umfassende Schriftreformen waren die Änderungen der Volksrepublik China in den 1950er Jahren an dem Bestand und der Form der Schriftzeichen, die Umstellung vieler Völker der Sowjetunion auf die kyrillische Schrift oder die Abschaffung der arabischen Schrift in der Türkei unter Kemal Atatürk.
Die Schriftreform ändert das Schriftsystem – im Gegensatz zur Rechtschreibreform, in der nur die Schreibweise einzelner Wörter in der gleichen Schriftsprache verändert wird.

## Schriftreform Karls des Großen
Siehe auch: Wissenschaft zur Zeit Karls des Großen
Anstelle der in nachantiker Zeit in den verschiedenen europäischen Kulturräumen entstandenen unterschiedlichen Buchstabenformen, den Nationalschriften, trat im 8. Jahrhundert auf Veranlassung Karls des Großen eine klare und gut lesbare Schrift, die karolingische Minuskel. Da Karl ganz persönlich mit der Schreibweise in seinem Zeitalter unzufrieden gewesen sein soll, regte er die Einführung von Satzzeichen an, die das Lesen erleichtern sollten: der Punkt (colon) und das Komma bzw. die virgula. Es gab auch ein Fragezeichen; dieses wurde allerdings erst zu späterer Zeit in die heutige Form gebracht. Auch die Zeichenabstände wurden erstmals systematisiert: ein einfacher zwischen Buchstaben, ein zweifacher zwischen Wörtern und ein dreifacher zwischen Sätzen. Der Einzug am Anfang eines Absatzes wurde ebenso zur Regel wie die Verwendung von Kleinbuchstaben (Minuskeln) neben den Versalien (Majuskeln).

## Schriftreform in China
1955 fand in der Volksrepublik China eine große Schriftreform statt, im Verlauf derer eine Vereinfachung der meisten der häufig gebrauchten Schriftzeichen vorgenommen wurde (Einführung der Kurzzeichen). Ziel dieser Reform war es, der Bevölkerung das Erlernen des Lesens und Schreibens zu erleichtern. Die traditionelle Chinesische Schrift hat mehr als 70.000 Zeichen, nach der Schriftreform wird die Anzahl der Kurzzeichen für den erforderlichen Alltagsgebrauch staatlich insgesamt auf 3500 festgelegt (Stand 1988).

## Schriftreform in Japan
Unmittelbar nach der Meiji-Restauration (1868) begann die Diskussion über eine Schriftreform. Alle Seiten hatten eine Stärkung Japans im Sinn, jedoch versprachen sich die einen viel von der Übernahme des lateinischen Alphabets, während andere für eine Beschränkung der Zahl der Kanji eintraten und wieder andere die ausschließliche Verwendung von Kana für die beste Lösung hielten.
Letztendlich wurden nur Details reformiert, als 1946 das Bildungsministerium die Tōyō-Kanji-Liste herausgab und empfahl, die Verwendung von Kanji auf jene 1850 dort gelisteten zu beschränken. Ebenso wurde im selben Jahr die Kana-Umschrift von Wörtern an ihre moderne Aussprache angepasst (Gendai Kanazukai; insoweit eine Rechtschreibreform, keine Schriftreform). 1956 veröffentlichte der Sprachrat eine Liste zur Ersetzung von Zeichen, die sich nicht auf der Tōyō-Kanji-Liste befanden, durch ihre dort vorhanden, vereinfachten Äquivalente. 2010 wurde die Anzahl der zu verwendenden Kanji auf die 2136 Jōyō-Kanji erweitert, wobei für Personennamen vom Justizministerium 863 (Stand: 2017) weitere Kanji zugelassen wurden (Jinmeiyō-Kanji). Bei der Verwendung von Kanji, die nicht zu den Jōyō-Kanji gehören, werden zur Klärung der Aussprache zumeist Furigana hinzugefügt.

## Schriftreform in der Mongolei
1941 führte man in der Mongolei eine Schriftreform durch. Man übernahm das kyrillische Alphabet. Nach Auflösung der Sowjetunion und dem Ende des Sozialismus besinnt man sich wieder des kulturellen Erbes und ist dabei, die mongolische Schrift wieder einzuführen.

## Schriftreformen in Russland
Bei den Petrinischen Reformen führte Zar Peter der Große 1708–1710 ein modernisiertes bürgerliches Alphabet ein, wobei er sich an der kyrillischen Schnellschrift und der holländischen Antiqua orientierte. Viele unbenutzte altslawische Buchstaben wurden weggelassen.
Durch die Schriftreform während der Oktoberrevolution 1917 wurde die russische Kyrilliza vereinfacht. In der Sowjetunion wurden die schriftlosen Sprachen sowie die vor der Revolution arabisch oder mongolisch geschriebenen Sprachen zunächst in den 1920er Jahren auf ein Lateinalphabet und in der zweiten Hälfte der 1930er Jahre auf ein kyrillisches Alphabet – jeweils mit zusätzlichen Buchstaben, die die Spezifika einer gegebenen Sprache wiedergaben – umgestellt. Einige Schriften wie das armenische und das georgische Alphabet blieben jedoch erhalten.

## Schriftreform in Serbien
Die bürgerliche Schrift Peters des Großen breitete sich Mitte des 18. Jh. auch in Serbien aus und wurde zur Grundlage des Slawenoserbischen, bevor es Anfang des 19. Jh. durch Vuk Karadžić zum modernen Serbischen Alphabet reformiert wurde.

## Schriftreform in Mazedonien
Das mazedonische Alphabet wurde 1945 im sozialistischen Jugoslawien reformiert. Für das serbische Ђ wird Ѓ geschrieben, serbisch Ћ ist mazedonisch Ќ, außerdem ist der altslawische Buchstabe Ѕ (dzelo) wieder hinzugekommen.

## Schriftreform in der Türkei
Beim Schriftwechsel des Jahres 1928 in der Türkei ließ Mustafa Kemal Atatürk die arabische Schrift durch das lateinische Alphabet ersetzen. Dabei orientierte er sich am Deutschen, Französischen und Rumänischen, weswegen im heutigen türkischen Alphabet die Buchstaben Ü und Ö, die Cedille Ç und das Ş Verwendung finden.